# Liste der Monuments historiques in Saint-Lambert (Yvelines)
Die Liste der Monuments historiques in Saint-Lambert (Yvelines) führt die Monuments historiques in der französischen Gemeinde Saint-Lambert auf.

## Liste der Bauwerke
| Bezeichnung                    | Beschreibung | Standort | Kennzeichnung | Schutzstatus   | Datum | Bild           |
| ------------------------------ | ------------ | -------- | ------------- | -------------- | ----- | -------------- |
| Kirche St-Lambert und Friedhof |              | (Lage)   | PA00087634    | Inscrit Classé | 1926  | weitere Bilder |

## Liste der Objekte
- Monuments historiques (Objekte) in Saint-Lambert (Yvelines) in der Base Palissy des französischen Kultusministeriums